# 防衛庁 (アイスランド)
アイスランド防衛庁（アイスランドぼうえいちょう、アイスランド語: Varnarmálastofnun Íslands、英語: The Icelandic Defence Agency）は、2008年5月に設立されたアイスランド共和国外務省の外局。
1987年から「レーダー庁」として外務省の傘下に設置されていたが、独自の軍事力を保持していない同国から米軍のアイスランド防衛隊が撤収したため、2008年5月組織再編により防衛庁となったものである。
防空レーダーシステム(Íslenska Loftvarnarkerfið)に基づきレーダー基地を4ヶ所で運用しており、領空の監視を行っている。
NATOなどの防衛協力・調整は防衛庁を通じて行われる。